# La hora azul (novela)
La hora azul es una novela del escritor Alonso Cueto publicada en el año 2005 y reconocida con el prestigioso premio Herralde de ese año. La historia se desarrolla en un periodo posterior al enfrentamiento entre el grupo terrorista Sendero Luminoso y el Estado Peruano. Este último será representado por las fuerzas de seguridad (policías y militares). Sin embargo se puede ver en esta novela las consecuencias que este enfrentamiento ha dejado en la vida de los sobrevivientes, familiares de aquellos que participaron e incluso en las nuevas generaciones.

## Argumento
En La Hora Azul, el narrador es el protagonista, quien comienza a contar la historia sabiendo todo lo que pasará porque se supone que él decide escribir al respecto luego de tres años aproximadamente de los eventos. Adrián Ormache, el protagonista, es un exitoso abogado que lo tiene todo: dinero, amigos y una linda familia; es decir, la vida perfecta. Sin embargo, tras la muerte de su madre este personaje empieza a descubrir historias relacionadas a su padre con las que trata de lidiar. Emprende una búsqueda de la verdad tras muchos años de darle la espalda. Se da cuenta de que hay vida mucho más allá de su entorno, que hay personas que han sufrido o que se encuentran en una situación diferente a la suya. Adrián es pues hijo de un oficial de la marina peruana quien, durante el enfrentamiento con el terrorismo de los años 1980s, estuvo encargado de un cuartel en Huanta. Así, Adrián llega a conocer lo que realmente pasó durante la época del terrorismo y lo que su padre realizó, gracias a que él inicia la búsqueda de una joven llamada Miriam, quien fue prisionera de su padre y forzada a tener relaciones íntimas. Miriam, luego de un tiempo, logra escapar. Pero a pesar de ese logro, no pudo superar la tristeza que la acompañaba debido a la muerte de sus seres queridos atribuida a quien la había tenido prisionera, pero de alguna manera la había ayudado y protegido de la violencia generalizada. 
La novela se puede entender como un lugar en donde se narran diferentes hechos, ya sea de manera fidedigna o usando la ficción. Tras la lectura se puede descubrir que la novela puede tener cierta validez testimonial. Además hay que tener en cuenta que se mencionan lugares del Perú que existen en la realidad; es decir, también es testimonio de la vida cotidiana especialmente limeña.  
La historia mayormente ocurre en la ciudad de Lima, donde Adrián tendrá como escenario su casa, ubicada en el distrito residencial de San Isidro, el estudio jurídico donde trabaja y los distintos restaurantes y clubes a los cuales él continuamente va. Pero, su interés por encontrar a Miriam lo lleva a la región de Ayacucho, específicamente a los pueblos de Huanta, Lauricocha y Huamanga. Asimismo por su búsqueda tuvo contacto con San Juan de Lurigancho, concretamente, el barrio de Huanta Dos, donde no solamente va a hallar lo que buscaba, sino que irá de manera continua a la peluquería “La Esmeralda de los Andes”, donde recogerá a Miriam para luego irse usualmente a conversar al “Misky” (también ubicado dentro de ese mismo barrio).

## Adaptación fílmica
La película La hora azul dirigida por Evelyne Pégot-Ogier y protagonizada por Giovanni Ciccia y Rossana Fernández-Maldonado, grabada en 2013.